# Podgraje
Podgraje este o localitate din comuna Ilirska Bistrica, Slovenia, cu o populație de 270 de locuitori.